# NGC 367
NGC 367 là một thiên hà xoắn ốc trong chòm sao Kình Ngư.